# Tristaniopsis ferruginea
Tristaniopsis ferruginea är en myrtenväxtart som först beskrevs av Cyril Tenison White, och fick sitt nu gällande namn av Peter G.Wilson och John Teast Waterhouse. Tristaniopsis ferruginea ingår i släktet Tristaniopsis och familjen myrtenväxter. Inga underarter finns listade i Catalogue of Life.